# Bernd Hornikel
Bernd Hornikel (* 23. April 1969 in Sindelfingen) ist ein deutscher parteiloser Kommunalpolitiker. Seit 2022 ist er Oberbürgermeister von Schorndorf.

## Leben
Nach dem Abitur 1989 und Zivildienst beim Verein für Menschen mit Behinderung im Kreis Böblingen studierte er von 1991 bis 1995 an der Universität Tübingen Rechtswissenschaft. Sein Referendariat leistete er beim Landgericht Stuttgart, beim Amtsgericht Böblingen, im Rathaus in Sindelfingen und bei einer Rechtsanwaltskanzlei in Stralsund ab. 1997 legte er die Zweiten Juristischen Staatsprüfung ab und arbeitete anschließend in Sindelfingen selbstständig als Rechtsanwalt. Ab 2005 war er als Fachanwalt für Miet- und Wohnungseigentumsrecht tätig. 2009 wechselte er in den öffentlichen Dienst des Landes Baden-Württemberg. Er war als Leiter des Rechtsreferents bei Vermögen und Bau im Amt in Stuttgart und im Ministerium für Finanzen Baden-Württemberg tätig. Nebenberuflich war er als Lehrbeauftragter an der Hochschule für Technik Stuttgart und an der Hochschule für öffentliche Verwaltung und Finanzen Ludwigsburg sowie als Referent für die Akademie der Wohnungswirtschaft GmbH tätig.
Am 7. November 2021 erzielte er im ersten Wahlgang der Oberbürgermeisterwahl in Schorndorf 25,6 Prozent der Stimmen und lag damit knapp hinter Markus Reiners (CDU), der 26,3 Prozent erringen konnte. Der Parteilose und Unabhängige Lokalmatador und Schorndorfer Stadtrat Andreas Schneider erzielte 24,1 %, weitere 5 Kandidatinnen und Kandidaten (2 Frauen + 3 Männer) aus Schorndorf kamen zusammen auf etwa 24 %. 
Bein entscheidenden 2. Wahlgang am 28. November 2021 konnte Hornikel schließlich mit 35,98 Prozent der Stimmen die Wahl sehr knapp für sich entscheiden. Er konnte 98 Stimmen mehr als Gegenkandidat Reiners (35,19 %) erzielen. Die Wahlbeteiligung lag bei 41,4 Prozent. Hornikel folgte Matthias Klopfer nach und trat das Amt am 1. März 2022 an / Er ist laut Baden-Württembergischer Gemeindeordnung auf 8 Jahre gewählt. Eine mögliche Wiederwahl erfolgt daher im November 2029.

## Privates
Hornikel hat zwei Söhne. Hornikel heiratete am 23. Mai 2025 seine langjährige Lebensgefährtin Jil Rieth standesamtlich auf dem Grafenberg in Schorndorf. Am 24. Mai 2025 fand die kirchliche Trauung in der Stadtkirche statt. Hornikel ist Hobbymusiker. Er tritt mit seiner Band "Rabbit Damage", in der er Schlagzeug spielt, regelmäßig vor allem in Schorndorf auf.
- Website
- Die Zeit: Kommunen: Bernd Hornikel neuer Oberbürgermeister von Schorndorf
- SWR: OB-Wahl in Schorndorf: Jurist mit knappem Vorsprung gewählt